# Gornja Kovačica
Gornja Kovačica is een plaats in de gemeente Veliki Grđevac in de Kroatische provincie Bjelovar-Bilogora. De plaats telt 309 inwoners (2001).